# Alexandre Tokpa
Alexandre Tokpa (16 november 1985) is een Ivoriaanse voetballer, spelend bij KRC Mechelen. 
Tokpa kwam in 2004 in het kader van de samenwerking met Jean-Marc Guillou naar KSK Beveren. In tegenstelling tot onder anderen Emmanuel Eboué en Yaya Touré kon Tokpa nog niet direct een transfer afdwingen maar in het overgangseizoen van 07/08 naar 08/09 heeft hij op 13 juni 2008 een 2-jarig contract getekend bij KSV Roeselare. Bij Roeselare kon Tokpa geen basisplaats afdwingen en dus besloot de club om hem voor de rest van het seizoen te verhuren aan tweedeklasser Olympic Charleroi. 
In februari 2010 wordt het contract van Alexandre Topka met Roeselare ontbonden. Hij tekent een contract bij 3de klasser KRC Mechelen tot einde van het seizoen. Daar ontpopte hij zich tot een sterkhouder en speelt ook het seizoen 2010-2011 voor KRC Mechelen

## Statistieken
| seizoen | club                     | land   | competitie     | wed. | goals |
| ------- | ------------------------ | ------ | -------------- | ---- | ----- |
| 2004/05 | KSK Beveren              | België | Eerste Klasse  | 28   | 1     |
| 2005/06 | KSK Beveren              | België | Jupiler League | 27   | 1     |
| 2006/07 | KSK Beveren              | België | Jupiler League | 14   | 0     |
| 2007/08 | KSK Beveren              | België | Tweede klasse  | 34   | 5     |
| 2008/09 | SV Roeselare             | België | Eerste klasse  | 3    | 0     |
| 2008/09 | Olympic Charleroi (Loan) | België | Tweede klasse  | 11   | 2     |
| 2009/10 | Racing Mechelen          | België | Derde klasse   | 9    | 3     |
| 2010/11 | Racing Mechelen          | België | vierde klasse  | 33   | 6     |
|         |                          |        | Totaal         | 137  | 15    |

Bijgewerkt: 14/11/2010